# Ян Лукашевич
Ян Лео̀полд Лукашѐвич (на полски: Jan Leopold Łukasiewicz) е полски математик-логик и философ, професор, член на Полската академия на науките (от 1937), преподавател в Лвовския и Варшавския университет, а по-късно – в Кралската ирландска академия (от 1945). Министър на вероизповеданието и народната просвета (1919 – 1920) в правителството на Игнаци Падеревски.

## Биография
Роден е на 21 декември 1878 г. в Лвов, Австро-Унгария, в семейството на Леополдине (с моминско име Холцер) и Павел Лукашевич. Завършва гимназиално образование през 1897 г., след което учи математика и философия в Лвовския университет. В 1902 г. защитава докторантура по философия.

### Научна дейност
Лукашевич е сред най-видните представители на Лвовско-варшавската школа в математическата логика. Той разработва първата (тризначната) система за многозначна логика, логическа символика без скоби (като възвръщане към първоначалните идеи на Фреге и неговата „безскобна“ логическа символика, която е била пренебрегната, след като Ръсел прави избора си в полза на символиката на Пеано).
Извършва оригинални изследвания върху Аристотеловата силогистика и логическото учение на ранните стоици. Занимавал се е с проблемите на математическата индукция и теория на вероятностите.

## Съчинения
- Z zagadnień logiki i filozofii, Warszawa 1961
- Selected works, 1970
- Aristotiles syllogistic from the standpoint of modern formal logic, 1951